# Guan Linzheng
Guan Linzheng (关麟征, 19 mars 1905 - 1er août 1980) est un général du Kuomintang qui combattu à la fois les communistes et l'armée impériale japonaise. Il est récipiendaire de l'ordre du Ciel bleu et du Soleil blanc, la plus haute distinction nationaliste.

## Jeunesse et formation
Guan Linzheng est né dans une famille paysanne de Hu au Shaanxi. Le gouverneur de la province, Yu Youren, lui recommande de rejoindre le Parti nationaliste chinois mené par Sun Yat-sen à Canton. Il étudie à l'académie de Huangpu, où il a pour camarades Du Yuming, Fan Hanjie, Hu Lien, Liu Yuzhang, Zhang Lingfu, et Lin Biao.
En 1925, Guan intègre la première classe de l'académie mais est sérieusement blessé aux genoux durant l'expédition de l'Est contre le seigneur de la guerre de Canton Chen Jiongming. 
En 1926, Guan est nommé commandant du régiment de garnison central et participe à l'expédition du Nord. En 1927, il est promu commandant au quartier-général de l'armée nationale révolutionnaire, et est ensuite transféré à la tête de la 11e division, l'une des unités d'élite de Tchang Kaï-chek. 
En septembre 1928, Guan est promu commandant de brigade de la 11e division puis commandant-adjoint de la nouvelle 5e division. En 1930, il combat sous les ordres de Tchang Kaï-chek durant la guerre des plaines centrales et est transféré au Sud pour attaquer les forces communistes de Chen Geng au Hubei, les forçant à se lancer dans la Longue Marche deux ans plus tard. Il est ensuite promu commandant de la 25e division en raison de ses faits d'armes.

## Seconde guerre sino-japonaise
En 1933, Guan reçoit l'ordre du gouvernement nationaliste d'aider le général Song Zheyuan à défendre le Nord de la Chine contre l'armée impériale japonaise menée par Nobuyoshi Mutō lors de la défense de la Grande Muraille. Il mène personnellement une charge d'infanterie contre les positions japonaises et est sévèrement blessé dans la bataille, son adjoint Du Yuming reprenant le commandement de la division. Le gouvernement nationaliste le décore de l'ordre du Ciel bleu et du Soleil blanc après la bataille. L'unité de Guan stationne à Pékin après l'affrontement avant d'être postée à Luoyang en 1935. En 1936, il mène son unité au Shanxi pour aider le seigneur de la guerre Yan Xishan à repousser les troupes communistes commandées par son ancien camarade de l'académie Lin Biao et réussi dans sa mission.
Le 15 octobre 1936, Guan est promu lieutenant-général et reçoit l'ordre de bloquer l'importante force communiste de son ancien camarade d'académie Xu Xiangqian, qui avait reçu l'ordre du Parti communiste chinois d'établir une base au Xinjiang, dans le cadre d'un vaste plan communiste pour recevoir l'aide de l'Union soviétique. Guan réussi une nouvelle fois sa mission et Tchang Kaï-chek le nomme commandant du 52e un an avant que n'éclate la seconde guerre sino-japonaise. Guan mène son unité dans une série de batailles contre l'armée japonaise, par exemple à la bataille de Taierzhuang, à la bataille de Wuhan, et à la bataille de Changsha.
En 1938, Guan est promu commandant de la 33e armée, et est nommé commandant-en-chef du 15e groupe d'armée, devenant ainsi le premier diplômé de l'académie de Huangpu à commander un groupe d'armée. En 1940, Guan mène son unité au Yunnan où il est chargé de défendre la frontière entre la Chine et le Vietnam. Cependant, sa relation avec le général Chen Cheng subit un revers lorsqu'il décide de démettre de ses fonctions le commandant favori de Chen, Huang Wei, de la tête du 54e corps car il est soupçonné de corruption. En 1944, Guan reçoit une autre promotion en étant nommé commandant-en-chef adjoint de la 1re zone militaire.

## Guerre civile chinoise
Du fait de sa carrière impressionnante, Tchang Kaï-chek pense d'abord à lui pour mener les troupes nationalistes entrainées par les Américains en Mandchourie contre les forces communistes de Lin Biao en 1945. Néanmoins, Chen Cheng s'oppose au choix de Guan en raison d'une intense rivalité entre eux, et Guan est nommé commandant de la garnison du Yunnan à l'autre bout de la Chine. Le 25 novembre, des étudiants en grève à Kunming protestent contre la reprise de la guerre civile chinoise. Quatre jours plus tard, Guan tient une conférence de presse où il annonce que les troupes du gouvernement ont le droit d'user de la force pour mater la grève, et il ordonne aux étudiants de retourner dans leurs classes. Mais le 1er décembre 1945, les troupes nationalistes affrontent les étudiants en colère avec beaucoup de morts des deux côtés, et Guan est rendu responsable de l'incident et démis de ses fonctions l'année suivante. En 1947, Guan succède à Tchang Kaï-chek en tant que commandant de l'académie de Huangpu et il est nommé commandant-en-chef adjoint de l'armée de République de Chine. En août 1949, le président par intérim, Li Zongren, le nomme commandant-en-chef de l'armée de République de Chine, car Tchang Kaï-chek charge le vieux rival de Guan, Chen Cheng, de la défense de Taïwan et le favorise grandement. Guan décide de se retirer à Hong Kong en novembre. Il démissionne officiellement de ses fonctions de commandant-en-chef de l'armée en 1950.

## Retraite à Hong Kong
Durant son séjour à Hong Kong, Guan refuse de participer à toute activité politique et passe le plus clair de son temps à pratiquer la calligraphie et à assister à de l'opéra chinois. Il conserve de proches contacts avec le général Hu Lian, l'un des plus compétents subordonnés de Chen Cheng son rival. Guan reste aussi très proche de son ancien adjoint, Liu Yuzhang, en partie parce que leurs enfants se marient ensemble. En 1975, Guan se rend à Taïwan pour rendre un dernier hommage à Tchang Kaï-chek. En 1980, Guan meurt à l'âge de 74 ans. Il est enterré avec sa femme au parc mémorial de Rosehills à Whittier en Californie. Il avait deux fils, quatre filles, douze petits-enfants et deux arrière-petits-enfants.